# Katherine Richardson

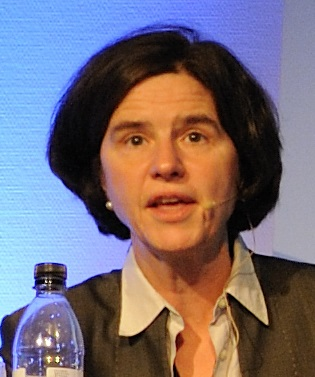
Katherine Richardson (2009)

Katherine Richardson Christensen (* 11. Mai 1954 in den Vereinigten Staaten) ist eine US-amerikanische Meereskundlerin mit Spezialisierung in Meeresbiologie.

## Leben
Nach ihrem Schulabschluss 1972 an der Yarmouth High School in Yarmouth, Maine absolvierte Katherine Richardson ihr Bachelorstudium 1976 mit Magna Cum Laude an der Harvard University. Mit ihrer Doktorarbeit The Role of Dissolved Organic Material in the Nutrition and Survival of Marine Dinoflagellates promovierte sie 1980 erfolgreich im Rahmen eines Marshall Fellowship bei Gordon Elliot Fogg (1919–2005) an der University of Wales, Bangor. Anschließend war sie bis Juni 1983 als Postdoktorandin bei John Albert Raven (* 1941) an der University of Dundee beschäftigt. Bis 1988 war sie als Biologin am Dänischen Institut für Fischerei und Meeresforschung angestellt. Von 1988 bis 1996 war sie Abteilungsleiterin im gleichen Institut für Marine und Küstenökologie. Nach zwei weiteren Jahren als Forschungsleiterin wurde sie 1998 Professorin an der Universität Aarhus. Aktuell ist sie außerdem noch Professorin an der Universität Kopenhagen.
Politisch ist Richardson als Beraterin unterschiedlicher Gremien, Vereine und Institutionen zum Schutz der Meere tätig. So war sie unter anderem Teilnehmerin unterschiedlicher Klimakonferenzen, darunter auch der UN-Klimakonferenz in Cancún.
Seit 1983 ist Richardson mit dem Förster und Umweltfunktionär Jens Bjerregaard Christensen verheiratet. Das Paar hat zwei gemeinsame Kinder.

## Veröffentlichungen (Auswahl)
- Johan Rockström et al.: Planetary Boundaries guide humanity’s future on Earth. In: Nature Reviews Earth & Environment. Band 5, 2024, S. 773–788, doi:10.1038/s43017-024-00597-z.
- Katherine Richardson et al.: Earth beyond six of nine planetary boundaries. In: Science Advances. Band 9, Nr. 37, 2023, doi:10.1126/sciadv.adh2458.
- Tim Lenton, Johan Rockström, Owen Gaffney, Stefan Rahmstorf, Katherine Richardson, Will Steffen, Hans-Joachim Schellnhuber: Climate tipping points - too risky to bet against. In: Nature. Band 575, 2019, S. 592–595, doi:10.1038/d41586-019-03595-0.
- Will Steffen et al.: Planetary boundaries: Guiding human development on a changing planet. In: Science. Band 346, Nr. 6223, 2015, doi:10.1126/science.1259855.
- Will Steffen et al.: Trajectories of the Earth System in the Anthropocene. In: Proceedings of the National Academy of Sciences. Band 115, Nr. 33, 2018, S. 8252–8259, doi:10.1073/pnas.1810141115.
- Johan Rockström et al.: A safe operating space for humanity. In: Nature. Band 461, 2009, S. 472–475, doi:10.1038/461472a.
- Katherine Richardson et al.: ADAPTATION OF UNICELLULAR ALGAE TO IRRADIANCE: AN ANALYSIS OF STRATEGIES. In: New Phytologist. Band 93, Nr. 2, 1983, S. 157–191, doi:10.1111/j.1469-8137.1983.tb03422.x.